# Rhodina falculalis
Rhodina falculalis är en fjärilsart som beskrevs av Achille Guenée 1854. Rhodina falculalis ingår i släktet Rhodina och familjen nattflyn. Inga underarter finns listade.